# اسپارکس ۱۵۱۲۹
سیارک ۱۵۱۲۹ (به انگلیسی: 15129 Sparks، نامگذاری:2000ET47) پانزده هزار و صد و بیست و نهمین سیارک کشف شده‌است که در ۹ مارس ۲۰۰۰ کشف شد.
قدر مطلق سیارک برابر ۲۰.۴ است.